# Cucurucho de helado

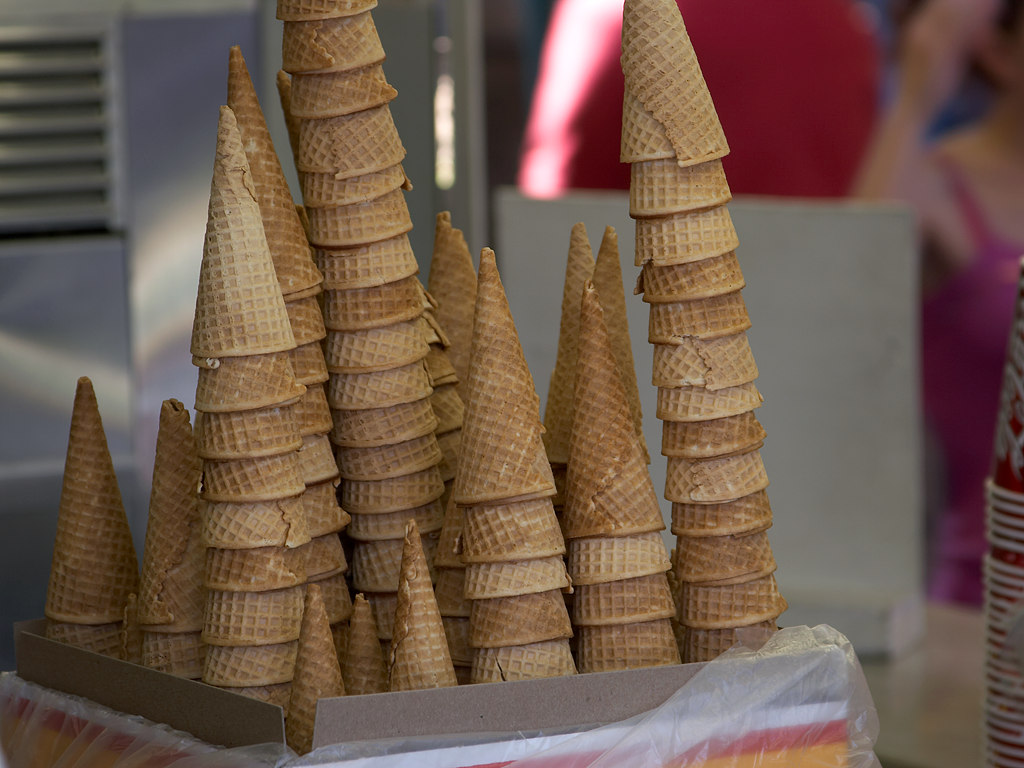
Una pila de cucuruchos de helado.

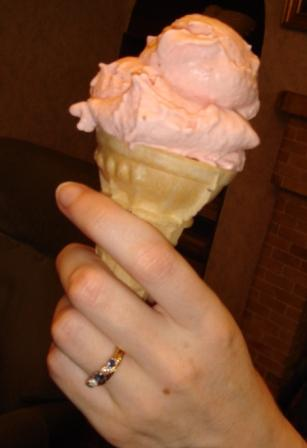
Cucurucho de helado de fresa.

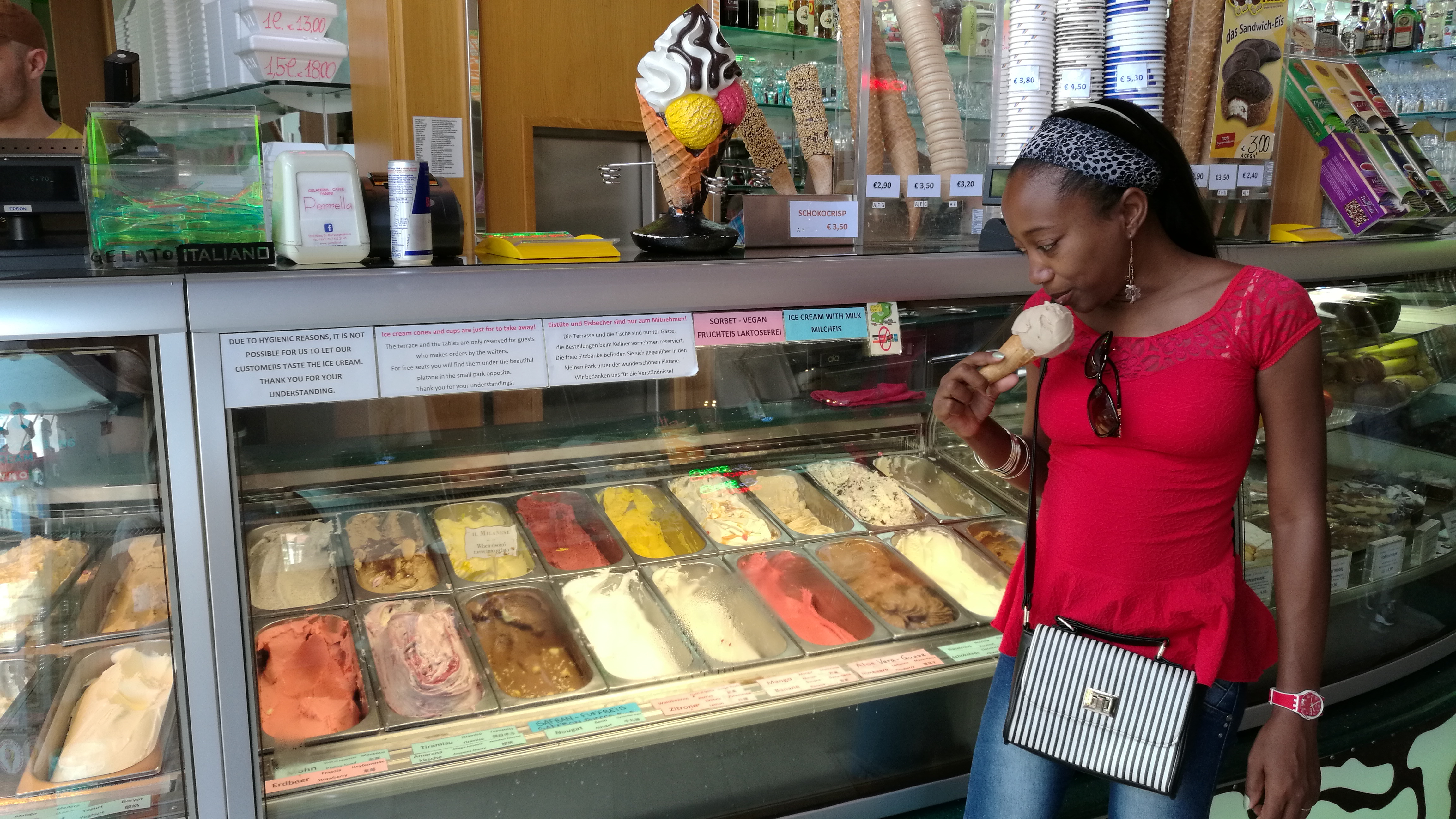
Chica con cucurucho de helado.

Un cucurucho o cono de helado  es una pasta seca con forma cónica, hecha normalmente de barquillo, que permite tomar helado sin necesidad de un cuenco y (a veces) una cuchara. Además de con barquillo, pueden hacerse cucuruchos de helado con galleta (o gofre), pretzel y azúcar.
El helado servido en esta pasta recibe el nombre de barquilla.

## Historia
Los cucuruchos comestibles fueron mencionados en libros de cocina franceses tan pronto como en 1825, cuando Julien Archambault describió un cucurucho hecho enrollando «pequeños barquillos». Otra referencia impresa a un cucurucho comestible aparece en Mrs A. B. Marshall’s Cookery Book, escrito en 1887 por Agnes Marshall (1855–1905) en Inglaterra, una influyente innovadora que publicó dos libros de recetas y tuvo una escuela de cocina. Su receta de un Cornet with Cream dice que «los cucuruchos fueron hechos con almendra y cocidos en el horno, no prensando entre planchas».
En los Estados Unidos, los cucuruchos de helado se popularizaron en la primera década del siglo XX. El 13 de diciembre de 1903 un neoyorquino llamado Italo Marchioni recibió la patente estadounidense n.º 746971 sobre un molde para hacer tazas de pasta para helado, habiendo afirmado que llevaba vendiendo helado en recipientes de pasta comestible desde 1896. Sin embargo, su patente no era de un cucurucho y perdió las demandas que interpuso contra fabricantes de cucuruchos por violación de patente.
Según una leyenda, un repostero sirio, Ernest Hamwian, que vendía zalabia, una pasta crujiente cocinada en una prensa grabada caliente para gofres ayudó a un vendedor de helados vecino (quizá Arnold Fornachou o Charles Menches), que se había quedado sin platos, enrollando un zalabia caliente para obtener un cucurucho que pudiera contener el helado. Sin embargo, muchos vendedores vendía dulces en la Feria Mundial, y varios de ellos afirmaron haber inventado el cucurucho de helado, citando diferentes inspiraciones. La historia de Hamwi aparece en una carta que escribió en 1928 al Ice Cream Trade Journal, mucho después de haber fundado la Cornucopia Waffle Company (más tarde la Missouri Cone Company).
Los propietarios de Doumar's Cones and BBQ en Norfolk (Virginia) afirman que su tío, Abe Doumar, también sirio, vendió los primeros cucuruchos de helado en la Feria Mundial de San Luis. Otros vendedores de la misma feria que afirmaron haber inventado el cucurucho son Nick y Albert Kabbaz, David Avayou, Charles y Frank Menches, y Saba Najjar.
Los primeros cucuruchos se enrollaban a mano, pero en 1912 Frederick Bruckman, un inventor de Portland (Oregón), patentó una máquina para enrollar cucuruchos de helado. Vendió su compañía en 1928 a Nabisco, que desde entonces los produce. Fabricantes de helados independientes como Ben & Jerry's elaboran sus propios cucuruchos.
La idea de vender un cucurucho de helado congelado (de forma que cucurucho y helado fueran un solo producto, almacenable en un congelador) fue un viejo sueño de los fabricantes de helado, pero no fue hasta 1928 cuando J. T. Stubby Parker de Fort Worth (Texas) creó un cucurucho de helado con estas características. Para comercializarlo, fundó la The Drumstick Company en 1931, que fue comprada en 1991 por Nestlé. En 1959, Spica, un fabricante italiano de helado con sede en Nápoles, inventó un proceso para aislar el interior del cucurucho de barquillo con una capa de aceite, azúcar y chocolate. Spica registró la marca Cornetto en 1960. Inicialmente las ventas fueron malas, pero en 1976 Unilever adquirió Spica y emprendió una campaña de marketing masiva por toda Europa, lo que hizo que actualmente sea uno de los helados más populares del mundo.

## Variantes
Algunas marcas comercializan productos llamados habitualmente «tulipas» muy parecidos al cucurucho de helado tradicional pero con una base plana, lo que permite soltarlos sin peligro de que se caigan.
Existe una variante del cucurucho de helado que permite servir dos bolas una junto a la otra, en lugar de una sola. En algunos lugares se sirven cucuruchos dos bolas una sobre la otra, lo que no requiere el uso de un barquillo con forma especial.
También se encuentran cucuruchos más caros cubiertos de chocolate por fuera.